# Stadion im. Dżemala Zeinkliszwilego
Stadion im. Dżemala Zeinkliszwilego – stadion piłkarski w Bordżomi, w Gruzji. Obiekt może pomieścić 4000 widzów. Swoje spotkania rozgrywają na nim piłkarze klubu SK Bordżomi.